# Gianni Pettenati
Giovanni Pettenati dit Gianni Pettenati, né le 29 octobre 1945 à Plaisance (Émilie-Romagne) et mort le 22 février 2025 à Albenga (Ligurie), est un chanteur et critique musical italien.
Il est connu pour les reprises de grands succès internationaux en italien. Il est également l'auteur de pièces de théâtre et des livres sur l'histoire de la musique italienne.

## Biographie
Gianni Pettenati commence très jeune, remportant un concours de musique à 8 ans, et joue dans une pièce de Pirandello. En avril 1965, il  remporte le Festival di Bellaria, puis rejoint un groupe appelé les Juniors, en 1966, pour l'enregistrement de Come una pietra che rotola, une reprise de Like a Rolling Stone de Bob Dylan, suivi par Il superuomo, à nouveau avec les Juniors, une reprise de Sunshine Superman de Donovan, avec en face B Puoi farmi piangere, une reprise de I Put a Spell on You de Screamin' Jay Hawkins. 
Son plus grand succès est  Bandiera Gialla, la version italienne de Le Joueur de flûte de Hamelin. En 1967, il participe au festival de musique de Sanremo avec La rivoluzione, et de nouveau en 1968 avec La tramontana.
Gianni Pettenati continue à chanter le répertoire de ses succès des années 1960 et joue sur scène une comédie musicale Quei bravi ragazzi, traitant de l'histoire de la chanson italienne. Avec Gianni Pettenati en tant que narrateur, cinq artistes l'accompagnent : Delia Rimoldi (actrice et chanteuse), Raffaele Koheler (trompettiste de la Banda Osiris et Ottavo Ricther), Maurizio Dosi (acteur et accordéoniste) et Luca Maciachini (chant et guitare).
Gianni Pettenati est aussi un critique musical, auteur de romans, pièces de théâtre et de nombreux livres sur l'histoire de la musique italienne. 
Par décret du président de la République du 1er mars 2018, il se voit accorder une allocation viagère de 24 000 euros par an en application de la loi Bacchelli « pour avoir mis en valeur la Patrie » .
Gianni Pettenati meurt le 22 février 2025 à Albenga à l'âge de 79 ans dans la province de Savone, où il vivait avec sa famille.

## Publications
- Le quelli s'eran giorni - 30 anni di canzoni italiane, co-écrit avec le Res Ronnie (Éditions Ricordi)
- Gli anni '60 in América (Edizioni Virgilio)
- Mina come sono (Edizioni Virgilio)
- Io Renato Zero (Edizioni Virgilio)
- Alice se ne va (Edizioni Asefi), 2003.

## Discographie partielle

### Albums
- 1968: Gianni Pettenati 1
- 1973: Par la mort dun sunadur
- 1984: Bandiera Azzurra

### Singles
- 1966: Come una pietra che rotola/Siamo alla fine (Gianni Pettenati & Juniors)
- 1966: Bandiera gialla/Se mi vuoi così
- 1967: Il superuomo/Puoi farmi piangere (Gianni Pettenati & Juniors)
- 1967: La rivoluzione/Ciao ragazza, ciao
- 1967: Io credo in te/Lo sbaglio di volere te
- 1967: Un cavallo nella testa/Vai vai
- 1968: La tramontana/Voglio tornare a casa mia
- 1968: Cara judy ciao (Judy in disguise)/Tango
- 1969: Les Byciclettes de Belsize/Lingering on
- 1969: Caldo caldo/... e mi svegliavo (col cuore de gola)
- 1970: In mezzo al traffico/La musica continua(avec les )
- 1970: Candida/É gia tardi ormai (avec les pierres Tombstones)
- 1983: Bandiera gialla/Bandiera gialla (instrumental)
- 1984: Bandiera azzurra/Cade la neve
- 1986: Come sarà domani/Ho perso te
- 1989: Tutto è successo all'improvviso/Una canzone per non morire

#### En dehors de l'Italie
- 1968: La tramontana/La balada de Bonnie et Clyde (sorti en Espagne)
- 1968: La tramontana/Quiero volver a casa (sorti en Argentine)
- 1968: La tramontana/Voglio tornare a casa mia (sorti au Brésil)
- 1969: In mezzo al traffico/La musica continua (sorti en Espagne)

### CD
- 1995: Che cosa fanno gli angeli.

## Filmographie
- 1967: I ragazzi di Bandiera Gialla de Mariano Laurenti.